# Robert Gigi
Robert Georges Paul Gigi, né le 29 juillet 1926 à Besançon et mort le 3 février 2007 à Puteaux, est un journaliste et auteur de bande dessinée français. 

## Biographie
Il est fils de Paul Gigi, secrétaire général honoraire de la sous-préfecture de Mayenne, et archiviste-bibliothécaire de la même ville[réf. souhaitée].
Après des études classiques dans différents établissements secondaires, Robert Gigi passe avec succès des certificats d'études supérieures d'histoire de l'art moderne et de psychologie. Il obtient un diplôme de bibliothécaire.
Il se lance dans la bande dessinée après la Libération. À cette époque, celle-ci est méconnue, voire décriée[réf. nécessaire]. Gigi se forme à l'atelier de Raymond Poïvet, à Paris. Il réalise sa première BD, Le gentilhomme de la montagne, pour le quotidien L'Aurore. Il participe ensuite aux Éditions Del Duca et à la Société parisienne d'édition, où il se spécialise dans le dessin pour adolescentes : Fillette, puis Fillette-Jeune Fille, devenue ensuite 15 ans. Il réalise aussi pour Francs-Jeux une histoire de samouraï : Hito où se reflète son admiration pour le cinéma japonais. Vers la fin des années 1950, il collabore brièvement au journal IMA, l'ami des jeunes et illustre des fascicules de la Collection 15 ans dans les années 1960. Il fait également de la publicité et des illustrations couleurs dans Constellation. Il se lance en 1965, à l'émergence de la BD, dans des œuvres nouvelles.
Il publie en 1965 Scarlett Dream, une des premières BD érotiques, avec une héroïne « sexy » sur un thème de science-fiction. Le scénario est réalisé par Claude Moliterni. Cette série parait d'abord dans V Magazine, puis sous forme d'albums. Elle est traduite dans de nombreuses langues et reparaît dans France-Soir en 1975. Dans la revue Phénix, il continue dans le fantastique en 1968, avec Les aventures d'Orion, le laveur de planètes, qui est aussi une satire du monde actuel (sorti chez Dargaud en 1974 en album).

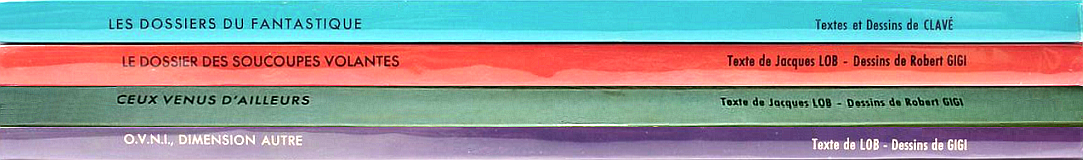
La trilogie du Dossier des Soucoupes volantes, avec Lob et Gigi (1969 - 1975).

En 1969, dans la revue Pilote, il traite des OVNI, ce qui débouche sur trois albums : Le dossier des soucoupes volantes en 1972, Ceux venus d'ailleurs en 1973, OVNI, dimension autre en 1975. 

Il crée aussi le personnage d'Agar, dans le Corriere dei Piccoli, histoire qui se déroule dans un monde onirique et féérique (trois albums). En 1975 sort Scarlett Dream, espionne de choc et de charme qui connaît un regain de succès. La BD est traduite en Norvège, Italie, Turquie, Tunisie et aussi au Canada (où elle s'appelle Julie Rivière).
Il prend part à quelques expositions de bande dessinée, dont la plus importante (Poïvet-Gigi) est organisée en 1970 à la pinacothèque de l'État de São Paulo, par Enrique Lypzsic, directeur de l'École panaméricaine des arts. Il reçoit de nombreux prix, et est un illustrateur de classe et de renommée internationale. Dessinateur et scénariste, il est l'auteur entre autres de la série inachevée Ugaki, sur les mésaventures d'un Rōnin dans le contexte historique très bien documenté du Japon médiéval, et de Rêves Ecarlates, travail rétrospectif de ses créations dans le domaine de la BD et le la publicité.
Dans les années 1980, Gigi enseigna la BD à l'École européenne supérieure de l'image d'Angoulême. Après une courte histoire publiée collectivement en 1991 dans l'album Dessous Fripons, Robert Gigi se retira pour se consacrer à la sculpture.
Il meurt le 3 février 2007 des suites d’une longue maladie.

### Illustrations
Les Contes d'Andersen de Hans Christian Andersen. Éditions Dargaud, Collection « Lecture et Loisir » no 36, 1983

## Récompense
- 1969 :  Grand Guinigi du dessinateur étranger pour Scarlett Dream et Orion